# Uharte Garazi
Uharte Garazi (en francès i oficialment Uhart-Cize), és un municipi de la Baixa Navarra, un dels set territoris del País Basc, al departament dels Pirineus Atlàntics i a la regió de la Nova Aquitània. Limita amb les comunes d'Azkarate i Izpura al nord, Lasa a l'oest, Arnegi al sud, Eiheralarre i Donibane Garazi a l'est

## Demografia
| Evolució de la població |      |      |      |      |      |      |      |      |
| 1793                    | 1800 | 1806 | 1821 | 1831 | 1836 | 1841 | 1846 | 1851 |
| 443                     | 458  | 479  | 528  | 624  | 637  | 651  | 665  | 700  |

| 1856 | 1861 | 1866 | 1872 | 1876 | 1881 | 1886 | 1891 | 1896 |
| ---- | ---- | ---- | ---- | ---- | ---- | ---- | ---- | ---- |
| 601  | 662  | 672  | 657  | 662  | 634  | 590  | 586  | 629  |

| 1901 | 1906 | 1911 | 1921 | 1926 | 1931 | 1936 | 1946 | 1954 |
| ---- | ---- | ---- | ---- | ---- | ---- | ---- | ---- | ---- |
| 608  | 594  | 596  | 530  | 517  | 553  | 550  | 548  | 472  |

| 1962 | 1968 | 1975 | 1982 | 1990 | 1999 | 2006 | 2011 | 2016 |
| ---- | ---- | ---- | ---- | ---- | ---- | ---- | ---- | ---- |
| 477  | 498  | 518  | 563  | 658  | 599  | -    | -    | -    |

| 2019 | - | - | - | - | - | - | - | - |
| ---- | - | - | - | - | - | - | - | - |
| -    | - | - | - | - | - | - | - | - |

## Administració
| Data d'elecció                               | Identitat          | Qualitat |
| -------------------------------------------- | ------------------ | -------- |
| Les dades anteriors a 1989 són desconegudes. |                    |          |
| 1989                                         | Dominique Mendy    |          |
| 1995                                         | Jean-Gabriel Camou |          |
| 2001                                         | Jean-Gabriel Camou |          |

## Personatges cèlebres
- Juan Huarte de San Juan, metge
- Jean Ybarnegaray, polític, alcalde, ministre i fundador de la "Fédération Française de Pelote Basque".